# Saison 2017 des Cardinals de Saint-Louis
La saison 2017 des Cardinals de Saint-Louis est la 136e saison en Ligue majeure de baseball pour cette franchise et sa 126e dans la Ligue nationale.
Les Cardinals terminent en 3e place de la division Centrale de la Ligue nationale avec 83 victoires et 79 défaites. Malgré cette 10e saison avec davantage de victoires que de défaites, les Cardinals perdent 3 matchs de plus qu'en 2016 et ratent les séries éliminatoires pour la 2e fois de suite, ce qui ne s'était pas produit depuis les saisons 2007 et 2008.

## Saison régulière
La saison régulière de 162 matchs des Cardinals débute le 2 avril 2017 par la visite à Saint-Louis des Cubs de Chicago et se termine le 1er octobre suivant. 

### Classement
| Ligue nationale division Centrale | V  | D  | %    | Diff. | Diff. (séries) |
| --------------------------------- | -- | -- | ---- | ----- | -------------- |
| Cubs de Chicago                   | 92 | 70 | ,568 | -     | -              |
| Brewers de Milwaukee              | 86 | 76 | ,531 | 6     | 1              |
| Cardinals de Saint-Louis          | 83 | 79 | ,512 | 9     | 4              |
| Pirates de Pittsburgh             | 75 | 87 | ,463 | 17    | 12             |
| Reds de Cincinnati                | 68 | 94 | ,420 | 24    | 19             |